# Орио Лита
О̀рио Лѝта (на италиански: Orio Litta, на западноломбардски: Vori, Вори) е село и община в Северна Италия, провинция Лоди, регион Ломбардия. Разположено е на 63 m надморска височина. Населението на общината е 2018 души (към 2012 г.).